# Copa Mundial de Piragüismo en Eslalon de 2017
La Copa Mundial de Eslalon de Canoa de 2017 es la 30.ª edición de una serie de cinco copas en las 5 categorías de piragüismo y kayak organizadas por la International Canoe Federation (ICF).  

## Cambios
Antes de la primera carrera en la Copa del Mundo, se determinó que la categoría C2 masculina sería eliminada del programa olímpico,  esto resultó en un número reducido de participantes en esta modalidad. 
El evento mixto C2 fue disputado por primera vez como parte de la Copa del Mundo en Praga, aunque sólo 4 equipos entraron (3 de ellos checos) y no se concedieron puntos. 
El K1 mixto fue rebautizado como Extreme Kayak, pero aún no se han otorgado puntos de copa mundial para el evento.

## Calendario
La serie se inauguró con la primera Copa del Mundo en Praga, República Checa  y finalizará con la final de la Copa Mundial en Seo de Urgel, España.
| Prueba          | Lugar                  | Fecha                     |
| --------------- | ---------------------- | ------------------------- |
| 1º Copa Mundial | República Checa Prague | 16 al 18 de junio         |
| 2º Copa Mundial | Alemania Augsburg      | 23 al 25 de junio         |
| 3º Copa Mundial | Alemania Markkleeberg  | 30 de junio al 2 de julio |
| 4º Copa Mundial | Italia Ivrea           | 1 al 3 de septiembre      |
| World Cup Final | España Seo de Urgel    | 8 al 10 de septiembre     |

## Clasificaciones
El ganador de cada carrera se adjudica 60 puntos (se otorgarán dos puntos para la final de la Copa Mundial para todos los competidores que llegaron al menos a la semifinal). Los puntos para los lugares inferiores difieren de una categoría a otra. Cada participante tiene garantizado al menos 2 puntos de participación y 5 puntos para calificar para la semifinal (10 puntos en la Final de la Copa del Mundo). Si dos o más palistas son iguales en puntos, la clasificación se determina por sus posiciones en la final de la Copa Mundial.

### C1 Masculino
| Pos | Palista             | Puntos |
| --- | ------------------- | ------ |
| 1   | Sideris Tasiadis    | 170    |
| 2   | Matej Beňuš         | 146    |
| 3   | Benjamin Savšek     | 136    |
| 4   | Franz Anton         | 117    |
| 5   | Luka Božič          | 102    |
| 6   | Michal Martikán     | 100    |
| 7   | David Florence      | 99     |
| 8   | Anže Berčič         | 99     |
| 9   | Jerguš Baďura       | 89     |
| 10  | Roberto Colazingari | 85     |

### C1 Femenina
| Pos | Palista           | Puntos |
| --- | ----------------- | ------ |
| 1   | Jessica Fox       | 137    |
| 2   | Mallory Franklin* | 133    |
| 3   | Lena Stöcklin     | 125    |
| 4   | Tereza Fišerová   | 122    |
| 5   | Rosalyn Lawrence  | 111    |
| 6   | Núria Vilarrubla  | 110    |
| 7   | Ana Sátila        | 104    |
| 8   | Klara Olazabal    | 103    |
| 9   | Kimberley Woods   | 101    |
| 10  | Zulfia Sabitova   | 95     |

### C2 Masculino
| Pos | Palista                           | Puntos |
| --- | --------------------------------- | ------ |
| 1   | Jonáš Kašpar/Marek Šindler        | 175    |
| 2   | Gauthier Klauss/Matthieu Peche    | 150    |
| 3   | Robert Behling/Thomas Becker      | 137    |
| 4   | Nicolas Scianimanico/Hugo Cailhol | 120    |
| 5   | Ondřej Karlovský/Jakub Jáně       | 120    |
| 6   | Franz Anton/Jan Benzien           | 111    |
| 7   | Pierre Picco/Hugo Biso*           | 98     |
| 8   | David Schröder/Nico Bettge        | 95     |
| 9   | Ladislav Škantár/Peter Škantár    | 87     |
| 10  | Tomáš Kučera/Ján Bátik            | 85     |

### K1 Masculino
| Pos | Palista             | Puntos |
| --- | ------------------- | ------ |
| 1   | Sebastian Schubert  | 149    |
| 2   | Vít Přindiš         | 148    |
| 3   | Jiří Prskavec       | 147    |
| 4   | Lucien Delfour      | 127    |
| 5   | Alexander Grimm     | 114    |
| 6   | Kazuya Adachi       | 113    |
| 7   | Vavřinec Hradilek   | 105    |
| 8   | Mathieu Biazizzo*   | 102    |
| 9   | Ondřej Tunka        | 100    |
| 10  | Giovanni De Gennaro | 98     |

### K1 Femenina
| Pos | Palista           | Puntos |
| --- | ----------------- | ------ |
| 1   | Ricarda Funk*     | 170    |
| 2   | Jana Dukátová     | 135    |
| 3   | Jessica Fox       | 121    |
| 4   | Maialen Chourraut | 120    |
| 5   | Mallory Franklin  | 119    |
| 6   | Corinna Kuhnle    | 112    |
| 7   | Stefanie Horn     | 109    |
| 8   | Eva Terčelj       | 108    |
| 9   | Jasmin Schornberg | 103    |
| 10  | Urša Kragelj      | 97     |

- campeón del 2016

## Puntos
| Posición | 1º | 2º | 3º | 4º | 5º | 6º | 7º | 8º | 9º | 10º |
| C1 H     | 60 | 55 | 50 | 46 | 44 | 42 | 40 | 38 | 36 | 34  |
| C1 M     | 60 | 55 | 50 | 46 | 44 | 42 | 40 | 38 | 36 | 34  |
| C2 H     | 60 | 55 | 50 | 45 | 42 | 39 | 36 | 33 | 30 | 27  |
| K1 H     | 60 | 55 | 50 | 44 | 43 | 42 | 41 | 40 | 39 | 38  |
| K1 M     | 60 | 55 | 50 | 46 | 44 | 42 | 40 | 38 | 36 | 34  |

## Resultados

### 1º Copa Mundial
| Event        | Oro                        | Puntuación | Plata                          | Puntuación | Bronce                       | Puntuación |
| C1 H         | Sideris Tasiadis           | 100.36     | Matej Beňuš                    | 101.88     | Raffaello Ivaldi             | 101.91     |
| C1 M         | Kimberley Woods            | 111.15     | Mallory Franklin               | 115.13     | Monika Jančová               | 117.56     |
| C2 H         | Jonáš Kašpar Marek Šindler | 104.66     | Gauthier Klauss Matthieu Peche | 107.42     | Pierre Picco Hugo Biso       | 109.93     |
| K1 H         | Vít Přindiš\|              | 88.55      | Jiří Prskavec                  | 89.38      | Sebastian Schubert           | 91.44      |
| K1 M         | Maialen Chourraut          | 104.68     | Kimberley Woods                | 104.92     | Ricarda Funk                 | 108.06     |
| C2 mixto     | Tereza Fišerová Jakub Jáně | 127.82     | Veronika Vojtová Jan Mašek     | 184.66     | Sabina Foltysová Jakub Vrzáň | 288.45     |
| Extreme K1 H | Michael Dawson             |            | Vavřinec Hradilek              |            | Ondřej Tunka                 |            |
| Extreme K1 M | Amálie Hilgertová          |            | Camille Prigent                |            | Tereza Fišerová              |            |

### 2º Copa Mundial
| Event        | Oro                          | Puntuación | Plata                      | Puntuación | Bronce                         | Puntuación |
| C1 H         | Matej Beňuš                  | 104.90     | Sideris Tasiadis           | 106.29     | Franz Anton                    | 106.84     |
| C1 M         | Jessica Fox                  | 116.86     | Mallory Franklin           | 127.07     | Lena Stöcklin                  | 133.88     |
| C2 H         | Robert Behling Thomas Becker | 109.96     | Jonáš Kašpar Marek Šindler | 110.89     | Gauthier Klauss Matthieu Peche | 111.39     |
| K1 H         | Vít Přindiš                  | 97.40      | Hannes Aigner              | 97.64      | Jiří Prskavec                  | 97.93      |
| K1 M         | Ricarda Funk                 | 107.67     | Jana Dukátová              | 108.62     | Urša Kragelj                   | 109.23     |
| Extreme K1 H | Boris Neveu                  |            | Hannes Aigner              |            | Michael Dawson                 |            |
| Extreme K1 M | Jasmin Schornberg            |            | Martina Wegman             |            | Selina Jones                   |            |

### 3º Copa Mundial
| Event        | Oro                        | Puntuación | Plata                             | Puntuación | Bronce                       | Puntuación |
| C1 H         | Michal Martikán            | 100.88     | Sideris Tasiadis                  | 101.57     | Adam Burgess                 | 101.76     |
| C1 M         | Jessica Fox                | 101.46     | Núria Vilarrubla                  | 106.40     | Rosalyn Lawrence             | 111.46     |
| C2 H         | Jonáš Kašpar Marek Šindler | 108.95     | Nicolas Scianimanico Hugo Cailhol | 109.25     | Robert Behling Thomas Becker | 109.39     |
| K1 H         | Giovanni De Gennaro        | 92.83      | Sebastian Schubert                | 95.78      | Kazuya Adachi                | 98.29      |
| K1 M         | Ricarda Funk               | 103.85     | Jessica Fox                       | 106.31     | Eva Terčelj                  | 109.17     |
| Extreme K1 H | Vít Přindiš                |            | Antoine Launay                    |            | Boris Neveu                  |            |
| Extreme K1 M | Tereza Fišerová            |            | Amálie Hilgertová                 |            | Marie-Zélia Lafont           |            |

### 4º Copa Mundial
| Event | Oro | Puntuación | Plata | Puntuación | Bronce | Puntuación |
| C1 H  |     |            |       |            |        |            |
| C1 M  |     |            |       |            |        |            |
| C2 H  |     |            |       |            |        |            |
| K1 H  |     |            |       |            |        |            |
| K1 M  |     |            |       |            |        |            |

### Copa Mundial Final
| Event | Oro | Puntuación | Plata | Puntuación | Bronce | Puntuación |
| C1 H  |     |            |       |            |        |            |
| C1 M  |     |            |       |            |        |            |
| C2 H  |     |            |       |            |        |            |
| K1 H  |     |            |       |            |        |            |
| K1 M  |     |            |       |            |        |            |